# Уряд Доріна Речана
Уряд Доріна Речана — це кабінет міністрів Молдови, який очолює колишній міністр внутрішніх справ Дорін Речан з 16 лютого 2023 року. Після стрілянини в аеропорту Кишинева 30 червня 2023 в уряді змінилось три міністри.
Після обрання Євгенії Гуцул новою башканкою Гагаузії на виборах у 2023 році, вона за конституцією зайняла місце в уряді 19 липня 2023 року, як членкиня уряду за посадою.

## Склад
| Посада                                                        | Міністр                  | Початок терміну | Кінець терміну  | Партія | Партія     |
| ------------------------------------------------------------- | ------------------------ | --------------- | --------------- | ------ | ---------- |
| Прем'єр-міністр                                               | Дорін Речан              | 16 лютюго 2023  | чинний          |        | незалежний |
| Віцепрем'єр-міністри                                          |                          |                 |                 |        |            |
| Віцепрем'єр-міністр                                           | Ніку Попеску             | 16 лютюго 2023  | чинний          |        | незалежний |
| Віцепрем'єр-міністр                                           | Думітру Алайба           | 16 лютюго 2023  | чинний          |        | ПДС        |
| Віцепрем'єр-міністр                                           | Владімір Боля            | 16 лютюго 2023  | чинний          |        | ПДС        |
| Віцепрем'єр-міністр з реінтеграції                            | Олег Серебрян            | 16 лютюго 2023  | чинний          |        | незалежний |
| Міністри                                                      |                          |                 |                 |        |            |
| Міністр інфраструктури та регіонального розвитку              | Лілія Дабіжа             | 16 лютюго 2023  | 17 липня 2023   |        | незалежна  |
| Міністр інфраструктури та регіонального розвитку              | Андрей Спину             | 17 липня 2023   | чинний          |        | ПДС        |
| Міністр закордонних справ та європейської інтеграції          | Ніку Попеску             | 16 лютюго 2023  | чинний          |        | незалежний |
| Міністрка юстиції                                             | Вероніка Міхайлов-Морару | 16 лютюго 2023  | чинна           |        | незалежна  |
| Міністрка охорони здоров'я                                    | Ала Немеренко            | 16 лютюго 2023  | чинна           |        | незалежна  |
| Міністр оборони                                               | Анатоліє Носатий         | 16 лютюго 2023  | чинний          |        | незалежний |
| Міністр внутрішніх справ                                      | Анна Ревенко             | 16 лютюго 2023  | 17 липня 2023   |        | незалежна  |
| Міністр внутрішніх справ                                      | Адріан Ефрос             | 17 липня 2023   | чинний          |        | незалежний |
| Міністр освіти та досліджень                                  | Анатоліє Топале          | 16 лютюго 2023  | 17 липня 2023   |        | незалежний |
| Міністр освіти та досліджень                                  | Дан Перчун               | 17 липня 2023   | чинний          |        | ПДС        |
| Міністр економічного розвитку і діджиталізації                | Думітру Алайба           | 16 лютюго 2023  | чинний          |        | ПДС        |
| Міністр фінансів                                              | Вероніка Сірецяну        | 16 лютюго 2023  | 28 вересня 2023 |        | незалежна  |
| Міністр фінансів                                              | Петру Ротару             | 28 вересня 2023 | чинний          |        | незалежний |
| Міністрка навколишнього середовища                            | Йорданка-Родіка Йорданов | 16 лютюго 2023  | чинна           |        | незалежна  |
| Міністр культури                                              | Серджіу Продан           | 16 лютюго 2023  | чинний          |        | незалежний |
| Міністр праці та соціального захисту                          | Алексей Бузу             | 16 лютюго 2023  | чинний          |        | незалежний |
| Міністр сільського господарства та продовольчої промисловості | Владімір Боля            | 16 лютюго 2023  | чинний          |        | ПДС        |
| Урядовці за посадою                                           |                          |                 |                 |        |            |
| Башкан Гагаузії                                               | Ірина Влах               | 16 лютюго 2023  | 19 липня 2023   |        | незалежна  |
| Башкан Гагаузії                                               | Євгенія Гуцул            | 19 липня 2023   | чинна           |        | незалежна  |